# Álmok
Az Álmok (angolul Dreams, japánul Jume 夢) 1990-ben bemutatott japán-amerikai mágikus realista film Kuroszava Akira (黒沢明) rendezésében. A nyolc rövidebb jelenetből felépülő alkotás forgatókönyvét Kuroszava írta, melyet saját visszatérő álmai inspiráltak. A történetek a rendező lélekfejlődésének útját tükrözik. Ez volt az első filmje, melynek forgatókönyvét egyedül írta. A film elkészítésében közreműködött George Lucas, Francis Ford Coppola és Steven Spielberg, zenéjét pedig Ikebe Sinicsiró szerezte. Az 1990-es cannes-i filmfesztivál versenyen kívül vetített nyitófilmjeként számos pozitív visszajelzést kapott. A japán kultúrára és szokásokra nagy hangsúlyt fektetnek, illetve különböző élethelyzeteket és életszakaszokat is bemutatnak a filmben.

## Összegzés
A filmnek nincs elmesélője, viszont meglehetősen epizódszerű természete van, mely követi az Álmodó (aki a Kuroszava védjegyével ellátott sapkában gyakran felismerhető) kalandjait nyolc egyedülálló történeten át. A film legfőbb témái: gyermekkor, spiritualitás, művészet, halál, katasztrófák és az ember legfőbb elkövetett hibái élete során. A film egy szó szerinti és egy metaforikus oldalról is bemutatja ezeket a témákat, az összes jelenetben.
Az álomjelenetekben az idő rohamtempóban halad, a zenék és a japán hagyományok ábrázolása egyedien illeszkedik az összes álom hangulatához és árnyalatához. A történetek sajátos jelentésekkel bírnak,  metaforákkal telítettek. A film két lehetséges kimenetelt mutat be; egy sötétet és pozitív élményekkel telit, melyek egyértelművé teszik a közönség számára, hogy a kollektív döntés csak az embereké.

### Napfény az esőn túl
Van egy régi legenda Japánban, mely szerint amikor a nap átsüt az esőn, a rókák (japánul kicune 狐) esküvőt tartanak. Az első álomban, a kisfiú (Iszaki Micunori) nem fogad szót az anyjának, (Baiso Micuko) aki arra kérte, hogy maradjon otthon a rossz idő miatt. A kisfiú az erdő felé kóborol, amikor egy nagy fa mögé bújva meglesi a rókák lassú házassági ceremóniáját. Balszerencséjére a rókák észreveszik, ezért elrohan. Mikor hazaér, az anyja már a kapuban várja. Nem engedheti be a kisfiút, mivel járt nála a róka, és egy tantó (短刀) kést hagyott nála. Odaadja a fiúnak a kést, arra utalva, hogy végezzen az életével. A nő megkéri a fiút, hogy menjen és könyörögjön bocsánatért a rókáknak, bár köztudottan a könyörtelenségükről híresek. A kisfiú elmegy a hegyekbe, hogy megkeresse a rókák lakhelyét, amely egy szivárvány alatt található.
Kuroszava a saját gyermekkorának másolatát építette föl ebben a jelenetben. A gáton található névtáblán is az ő neve olvasható. Továbbá még a saját anyja viselkedését is beleültette a filmbe; elmagyarázta a színésznőnek, megmutatta neki, hogyan színészkedjen úgy, ahogy azelőtt édesanyja viselkedett.

### A barackvirág
Japánban az úgy nevezett Hinamacurit (ひな祭り), a babafesztivált, hagyományosan a barackvirág virágzásakor tartják. Az ilyenkor bemutatott babákról azt állítják, hogy a barackvirág virágzás és a rózsaszín szirmok képviselői. Azonban egy kisfiú családja kivágta a barackfákat, így a fiú az egész fesztivál alatt valaminek a hiányát érzi. Miután a fiút nővére leszidta, megpillant egy kislányt kiszaladni az ajtón. Követni kezdi egészen a kivágott barackfákig, ahol megpillantja nővére babagyűjteményét életre kelve. Az élő babák azt vallják, hogy ők a barackfák lelkei, és a fiút hibáztatják azért, amiért kivágták az értékes barackfákat. A kisfiú sírni kezd, ezzel rádöbbentve a lelkeket, hogy ő valójában mennyire szerette a barackfákat. A lelkek úgy döntöttek, hogy megmutatják még egyszer a kisfiúnak a gyönyörű fákat. Miután a szellemek eltűntek, a fiú ismét megpillantja a kislányt a kivágott barackfatörzsek között sétálni, majd ismét eltűnik, azonban a helyén egy virágzó kis barackfát talál.
A kislány egy utalás lehet Kuroszava egyik nővérére, aki fiatalon halt meg egy betegségben, mikor Kuroszava még csak negyedik osztályos volt. 

### A hóvihar
Egy négy főből álló hegymászó csoport, köztük a serdülő Kuroszavával, egy hegy tetejére küzdi föl magát, harcolva a hatalmas hóviharral. Már három napja havazott, így a hegymászók már csüggedten, teljesen kimerülve felkészültek arra, hogy feladják a harcot. Egyenként állnak meg, dőlnek el a hóban, majd halálra fagynak. A vezető igyekszik tovább haladni, azonban ő is megreked a hóban. Egy furcsa nő szerű lény, a Juki-onna (雪女 a japán mitológiában szereplő „hóasszony”) tűnik elő a semmiből, és igyekszik a halálba csalogatni az egyetlen eszméleténél lévő férfit, a vezetőt. Megpróbálja a hónak és a viharnak adni a férfi lelkét, ezért álomba akarja sürgetni, tehát egyenesen a halálba. A vezető elgondolkodik és rájön, hogy mi a Juki-onna (Harada Mieko) célja, ezért elűzi magáról a bódulatot, ezzel a nőszerű lényt is elriasztja. Kábulatából feleszmélve veszi észre, hogy a vihar lecsillapodott, és a sátoruk csak pár lépésnyire van tőlük. Szerencséjére, a többi társa se halt meg, az egészet a bódulat okozta.
Ezen jelenetet Kuroszava magánélete inspirálta, abból ragad meg egy részletet, mivel kiderült, hogy a rendező a hegymászás híve volt. 

### Az alagút
Az álom elején egy parancsnok, az Álmodó (Terao Akira) egyedül sétál egy elhagyatott, poros úton, azonban nem tudni merre tart. Feltételezhető ugyan, hogy a második világháborúból tart hazafelé a családjához, viszont ez sosem derül ki egyértelműen a filmből, és ez a kérdés lezáratlan is marad. Egy sötét alagutat pillant meg, ami végtelenül sötétnek látszik. Hirtelen kirohan egy tábori kutya a sötétségből, mérgesen megugatja, és arra készteti, hogy menjen be az alagútba. Áthalad az alagúton, ami rettenetesen visszhangzik. Amint átér, lépteket hall az alagútból, majd megpillantja volt osztagának egyik tagját, Nogucsit (Zusi Josikatat, aki Kuroszava Akira Dodeszukaden című filmjében főszerepet játszik) szellemként, aki a háborúban életét vesztette; sebesülten halt meg parancsnoka karjában. Nogucsi arca halványkék, szemei feketék, ezzel még inkább kifejezve azt, hogy már nem tartozik az élők közé. 
A katona látszólag nem tudja elhinni, hogy már halott. Azért jelent meg, mert az alagút kijáratáról ráláthatott szülei házára, ahova elmondása szerint még hazavárják. A parancsnok közli vele, hogy neki halottnak kell lennie, hiszen a karjaiban halt meg a háború során. Nogucsi elkeseredett, amiért nem láthatja többet szüleit, de tiszteletteljes marad parancsnokához, aki a halálba küldte. Elfogadja a sorsát, majd az alagút felé veszi az irányt és eltűnik.
Mikor a parancsnok azt hitte, már látta a legszörnyűbbet, hirtelen a sötétségből előtűnik egész osztaga. Szalutálnak volt kapitányuknak, aki viszont rájuk se bír nézni. Keresi a szavakat, hogyan mondhatná el volt osztagának, hogy már nem élnek, és hogy az ő hibájából semmisültek meg teljesen. Könnyekben kitörve mondja el nekik az igazságot, és magára vállalja a teljes felelősséget. Az osztag csöndben hallgatja végig a vallomást. 
A kapitány parancsként adja számukra, hogy menjenek, és nyugodjanak békében, majd amíg az osztag visszamenetel a sötét alagútba, szalutál nekik. A parancsnok bánatában térdre rogy, amiből azonban gyorsan talpra állítja az alagútból ismételten felé közelítő ördögi kutya.
Az álomjelenetben az érzelmek kifejezésére és a testbeszédre nagy hangsúlyt fektettek; a parancsnokon látszik őszinte fájdalma, sír, meghátrál, térdre rogy; érzelmei teljesen átérezhetőek a nézők számára, könnyű beleképzelniük magunkat a parancsnok helyébe. Az osztag fa arccal fogadja a hírt, hogy mind halottak, érzelemkifejezés egyáltalán nem figyelhető meg náluk. Viszont Nogucsin vegyesen jelennek meg az érzelmek; kétségbeesettség, szomorúság és komolyság.

### Varjak
Egy nagyon színes jelenet, Martin Scorsese mint Vincent van Gogh közreműködésével. Egy művészeti hallgató hirtelen Vincent van Gogh egyik vibráló és néha már kaotikus alkotásában találja magát, ahol találkozik a festővel egy mezőn. Kérdezget tőle pár dolgot, például, hogy miért hiányzik a festő egyik füle. Van Gogh pedig azt válaszolja, hogy a füle problémákat okozott számára egy portré festése közben, így levágta. A hallgató követni kezdi a művészt, ahogyan az egyre távolabb kerül tőle, és elveszti az utat. Ennek köszönhetően, hogy megtalálja a festőt, más alkotásain is átutazik, köztük Van Gogh Varjak a búzamezőn című képén is.
Az álomjelenetben feltűnik Chopin 15. Desz-dúr Esőcsepp Prelűd zongoraműve is. Ebben az egyedi részben a vizuális hatásokban George Lucas és a speciális Industrial Light & Magic csoportja közreműködött.
Továbbá ez az egyetlen jelenet, melyben a szereplők angolul beszélnek, nem japánul.

### A Fudzsi-hegy vörösben
Egy hatalmas atomerőmű a Fudzsi közelében olvadásnak indult, mivel reaktorai egymás után felrobbantak. Az ég megtelt vörös gázokkal, melyek japán lakosok millióit az óceán felé terelték. Ezután két férfire, egy nőre és két gyermekére helyeződik a hangsúly, mögöttük az óceán. Az idősebbik öltönyös férfi (Hiszasi Igava, aki több Kuroszava filmben is szerepel a későbbiekben) elmagyarázza nekik, hogy a többi ember öngyilkos lett, az óceánba ugrottak, továbbá, hogy a levegőben gomolygó vöröses gázokban található plutónium mennyisége rákot okoz. A nő, (Negisi Tosie) ezeket az információkat hallva szörnyülködve hátrébb lép tőlük, majd szidni kezdi a katasztrófáért felelőseket. Az öltönyös férfi elismeri hibájukat, és bevallja, hogy az ő felelőssége is részben a katasztrófa. Eközben a másik férfi, az Álmodó csak bámulja a színes radioaktív felhőket felettük. Mikor visszafordul hozzájuk, a nőt sírni látja; ugyanis az öltönyös férfi az óceánba vetette magát. Ahogy közelednek feléjük a vörös gázoktól telített felhők, a férfi nem tud mit tenni, mint hogy pajzsként próbálja védelmezni a sokkos állapotban lévő nőt és annak gyermekeit.

### A síró démon
Az Álmodó egy ködös, sivár hegyi terepen találja magát, céltalanul bóklászva. Találkozik egy furcsa, démon-ember kinézetű férfival, (Ikarija Csoszuke) aki igazából egy mutáns ember, egy szarvval. Ez a „démon” elmagyarázza a férfinak, hogy egy nukleáris holokauszt söpört át ezen a helyen, amelynek következtében az állatok és a növények nagy része kipusztult, és hatalmas pitypangok nőnek szerteszét. Az embereknek szarvaik nőttek, amely akkora gyötrelmet okoz számukra, hogy esténként hallani lehet ordításukat, siránkozásukat. Azonban nem tudnak meghalni se, (a démon szerint egymást fogyasztják el) ami még szörnyűbbé teszi gyötrelmüket. Az ottani démonok nagy része milliomos emberekből vagy kormánytisztviselőkből változott át, akik most (buddhista stílusban) a bűneik miatt vezekelnek ebben a pokolban. A jelenet végén a démon megvadul, és figyelmezteti a férfit, hogy menjen tőle minél messzebb, ha nem akar ő is démonná változni. A férfi ijedten menekül el, azonban a nyomában követi a démon.

### A vízimalmok falva
Egy fiatal utazó egy szép, békés faluban találja magát. Az utazó egy idős, bölcs emberrel találkozik, (Ryú Csisú) aki éppen egy törött vízimalom kereket javít. Az idős férfi elmagyarázza neki, hogy az itt élő emberek régebben elhatározták, hogy nem élnek a modern világ adta technológiával, ezért visszatérnek egy boldogabb és tisztább társadalmi korszakhoz. A kényelmesség helyett inkább a spirituális egészséget választották. Az utazó meglepődik ezen a szándékon, azonban kíváncsiságot vált ki belőle.
A jelenet végén, ami egyben a filmnek a vége is, egy temetési felvonulás halad el mellettük. Gyászolás helyett az emberek vidáman ünnepelik egy jó életnek a végét. Ezt az álomjelenetet a Daio Vaszabi farmon (大王わさび農場) forgatták, ami Nagano (長野県) prefektúrában található. 
Egyik vonatkozása ennek a jelenetnek a nagy kő, amire a helyi gyerekek virágokat helyeznek. Az idős férfi elmeséli, hogy az egy utazó sírköve, aki már régen meghalt, és hagyománnyá vált, hogy amikor az emberek elsétálnak mellette, virágot tesznek rá.
Kuroszavát egy hasonló kő ihlette meg ehhez a jelenethez, ami az apja szülőotthonában volt megtalálható. A falu határán állt egy nagy kő, aminek a tetején mindig vágott virágok voltak. Akárhányszor elsétált ott egy kisgyermek, egy vadvirágot helyezett a kő tetejére. Amikor Kuroszava megkérdezte az egyik kisgyermeket, hogy miért tesznek virágokat a kőre, azt a választ kapta, hogy nem tudják. Erre a titokra csak akkor jött rá, mikor később megkérdezett egy falubéli idős embert. Száz éve, a Bosin csata (戊辰戦争) idején valaki azon a helyen halt meg. A lakosokból ez sajnálatot váltott ki, így eltemették pont arra a helyre a testet, és a földhalomra azt  követ helyezték, aminek a tetejére virágokat szedtek. A későbbiekben ez szokássá vált, ezért volt az, hogy a gyerekek a háttértörténet nélkül is virágokat helyeztek a sírra. 
A jelenet legvégén, a fiatal utazó egy pillanatra megáll a sírkő mellett, és egy szál virágot helyez rá.
A film Mikhail Ippolitov-Ivanov orosz zeneszerző Kaukázusi Vázlatok című művének a Faluban című melankolikus, kísérteties részletével zárul.

## Szereposztás
| Szereplő                 | Színész          | Magyar hang     |
| ------------------------ | ---------------- | --------------- |
| Az Álmodó                | Terao Akira      | Selmeczi Roland |
| A fiatal Álmodó (kisfiú) | Iszaki Micunori  |                 |
| Az Álmodó édesanyja      | Baiso Micuko     | Andresz Kati    |
| Vincent van Gogh         | Martin Scorsese  | Végh Péter      |
| Az idős férfi            | Ryú Csisú        |                 |
| A hóasszony              | Harada Mieko     |                 |
| Nogucsi közlegény        | Zusi Josikata    |                 |
| A nő a gyermekekkel      | Negisi Tosie     |                 |
| Az öltönyös férfi        | Igava Hiszasi    |                 |
| A démon                  | Ikarija Csoszuke |                 |

## Forgatási helyek
- Gotemba, Sizuoka, Japán
- Memanbecu, Abasiri, Hokkaidó, Japán
- Midori-ku, Jokohama, Kanagava, Japán
- Kuroszava filmstúdió, Tokió, Japán
- Daio Waszabi farm, Nagano, Japán

## Vélemények
A film vegyes véleményeket kapott. Vincent Canby a The New York Times-nak egy átfogó, átlagon felüli értékelést adott a filmről, mi szerint: ,,Ez valami teljesen új Kuroszavától. Rövid, néha foszlányos filmekből rakott össze egy egészet, ami leginkább a múltba, a jelenbe és a jövőbe utaló tündérmesékből áll, nem csak egyszerűen álmokból. A filmben a mágikus és a rejtélyes vegyül a gyakorlati, vicces és vitatható dolgokkal.”  A Filmek Nemzetközi Enciklopédiája azt nyilatkozta: ,,Nyolcvan évesen Kuroszava türelmetlen a ravaszsággal. Már régóta az összetett elbeszélés mestere, és most el akarja mondani, hogy mit is csinál valójában. Nincsenek vad, végletekig menő lények Kuroszava álomvilágában, amelyek a való világhoz hasonlítanának. Ezek az álmok végső soron ugyanazon fogékonyság származékai. Meg kell tudnunk, mi történik. Azonban, ez a film a legérthetőbb álommunkák közé tartozik, amit valaha filmre vittek.”  Donald Richie és Joan Mellen egy újságcikkben azt nyilatkozták: ,,Kuroszava legbelül gyönyörű, ugyanis a gyönyörűség a rendező hozzáállásában figyelhető meg. Ez nem csak a didaktikus megközelítés számára egyértelmű, hanem az egész lassúságnak, a tisztelet mennyiségének és a nagy munka biztonságának is, melyet a film elkészítésébe fektetett. Már önmagában gyönyörűnek számít az, hogy ha egy rendező 1990-ben képes ilyen erős, komoly, elhatározott és bizakodó maradni.” 

## Hivatalos megjelenés
| Ország                    | Dátum               |
| ------------------------- | ------------------- |
| Franciaország             | 1990. május 11.     |
| Dánia                     | 1990. május 18.     |
| Finnország                | 1990. május 18.     |
| Svédország                | 1990. május 18.     |
| Hollandia                 | 1990. május 23.     |
| Japán                     | 1990. május 25.     |
| Egyesült Királyság        | 1990. május 25.     |
| Németország               | 1990. május 31.     |
| Amerikai Egyesült Államok | 1990. augusztus 24. |
| Ausztrália                | 1990. szeptember 6. |
| Törökország               | 1991. március       |
| Magyarország              | 1991. október 4.    |
| Csehország                | 2001. január 28.    |

## DVD kiadás
Az Álmok DVD-n is megjelent, melyet a Warner Home Video kétszer is kiadott; egyszer 2003. március 18-án, másodjára pedig 2011. augusztus 30-án, a Warner Archívum gyűjtemény darabjaként. 
A Criterion Collection különleges kiadásokat jelentetett meg az Egyesült Királyságokban Blu-Ray-en és DVD-n, 2016 november 15-én. Mindkét kiadás 4 kilobájtos felújításban készült, amelyet Lee Kline, a Kritérium Gyűjtemény műszaki igazgatója irányított, és Sodzsi Ueda, az egyik operatőr vizsgált felül.

## Elismerések
Golden Globe-díj, 1991 – Legjobb idegen nyelvű film jelölésben, illetve a Chicago-i film kritikusok díja, 1991 – Legjobb idegen nyelvű film jelölésben részesült. 